# Paralimnophila danbulla
Paralimnophila danbulla är en tvåvingeart som beskrevs av Günther Theischinger 1996. Paralimnophila danbulla ingår i släktet Paralimnophila och familjen småharkrankar. Inga underarter finns listade i Catalogue of Life.